# Opilio kurilus
Opilio kurilus is een hooiwagen uit de familie echte hooiwagens (Phalangiidae).